# Pavillon Élysée
Le Pavillon Élysée est un pavillon construit au XIXe siècle pour l'exposition universelle de 1900 et situé sur l'avenue des Champs-Élysées dans le 8e arrondissement de Paris. 
Le pavillon est une concession de la ville de Paris qui a connu différents exploitants.

## Histoire
De 1857 à 1895, les lieux sont occupés par un modeste établissement vendant pâtisseries et rafraichissements où se succèdent différents locataires. Louis Auguste Paillard, qui possède déjà les célèbres restaurants Maire et Bignon, l'acquiert en 1895. En vue de l'exposition universelle de 1900, il le fait remplacer par un pavillon de style néo-Louis XV dont la construction est confiée à l'architecte Albert Ballu. Les travaux commencent en 1898 et se terminent en 1899.
À partir de 1907 se succèdent différents propriétaires : Gros et Charrier, les Langer, Gros et Couvert, puis en 1984, la société Lenôtre reprend la gestion du site par l'intermédiaire de sa société dédiée, la Société nouvelle du Pavillon de l'Élysée.

## Architecture et décoration
À l'extérieur, le sculpteur Jules Coutan réalise les deux figures de pierre habillant les rampants de la façade Marigny. 
Le sculpteur Jules Blanchard réalise quant à lui l'amour en fonte doré qui couronne le dôme de la tourelle.
À l'intérieur, l'écrin de staff entourant la peinture du plafond de la pièce principale du rez-de-chaussée a été réalisé par Jean-Baptiste Hugues, grand prix de Rome en sculpture en 1875.

## Clients célèbres
Parmi les clients célèbres on compte Édouard VII, Alphonse XIII, les ducs Vladimir et Alexis, le prince Ferdinand de Bulgarie, le prince Troubetskoï, Boni de Castellane, Arthur Meyer, le prince Henri d'Orléans[Lequel ?], Henri de Toulouse-Lautrec, ou encore James Gordon Bennett.

## Galerie

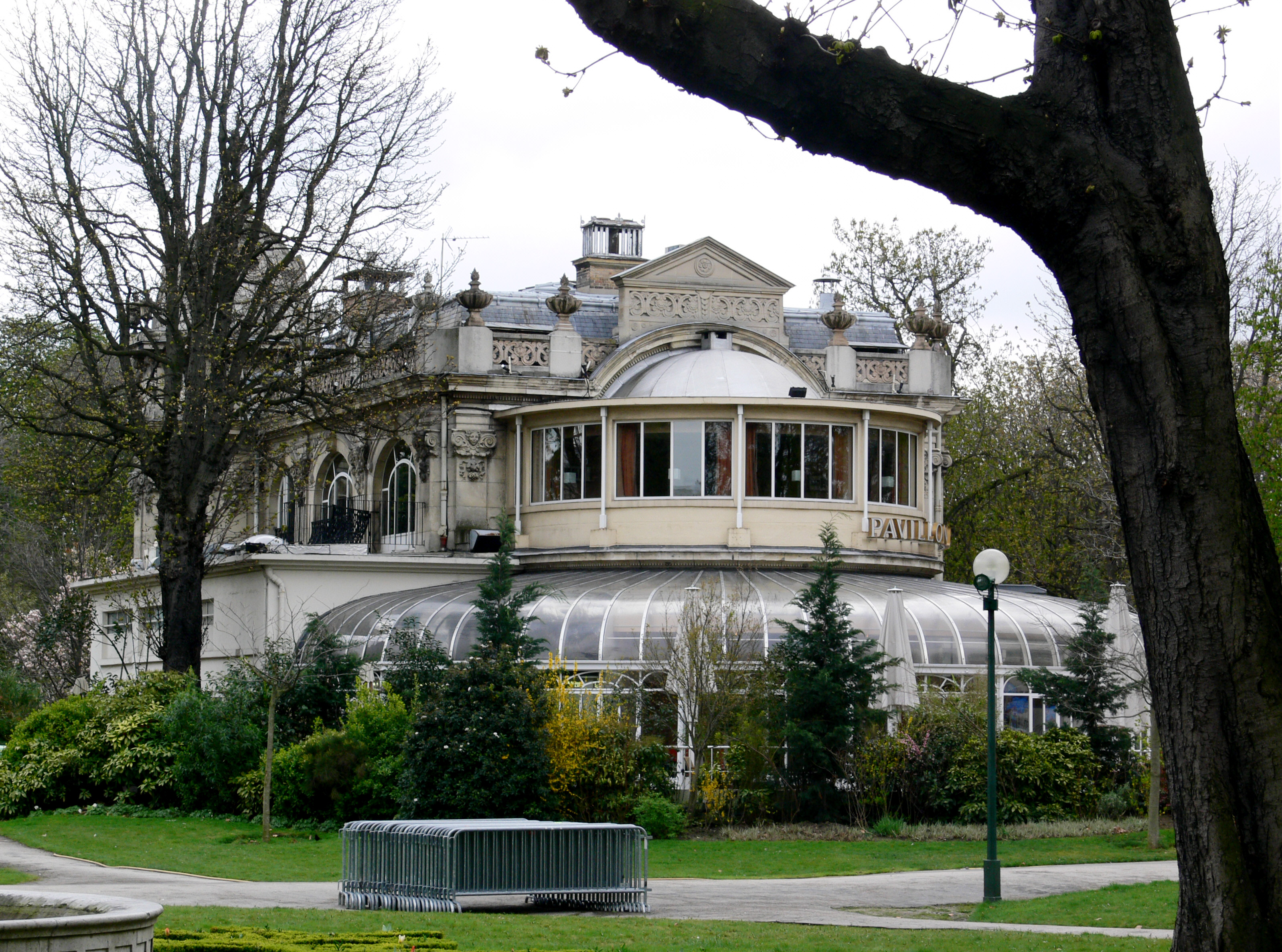
Façade faisant face à l'avenue de Marigny, avec une rotonde semi-circulaire.
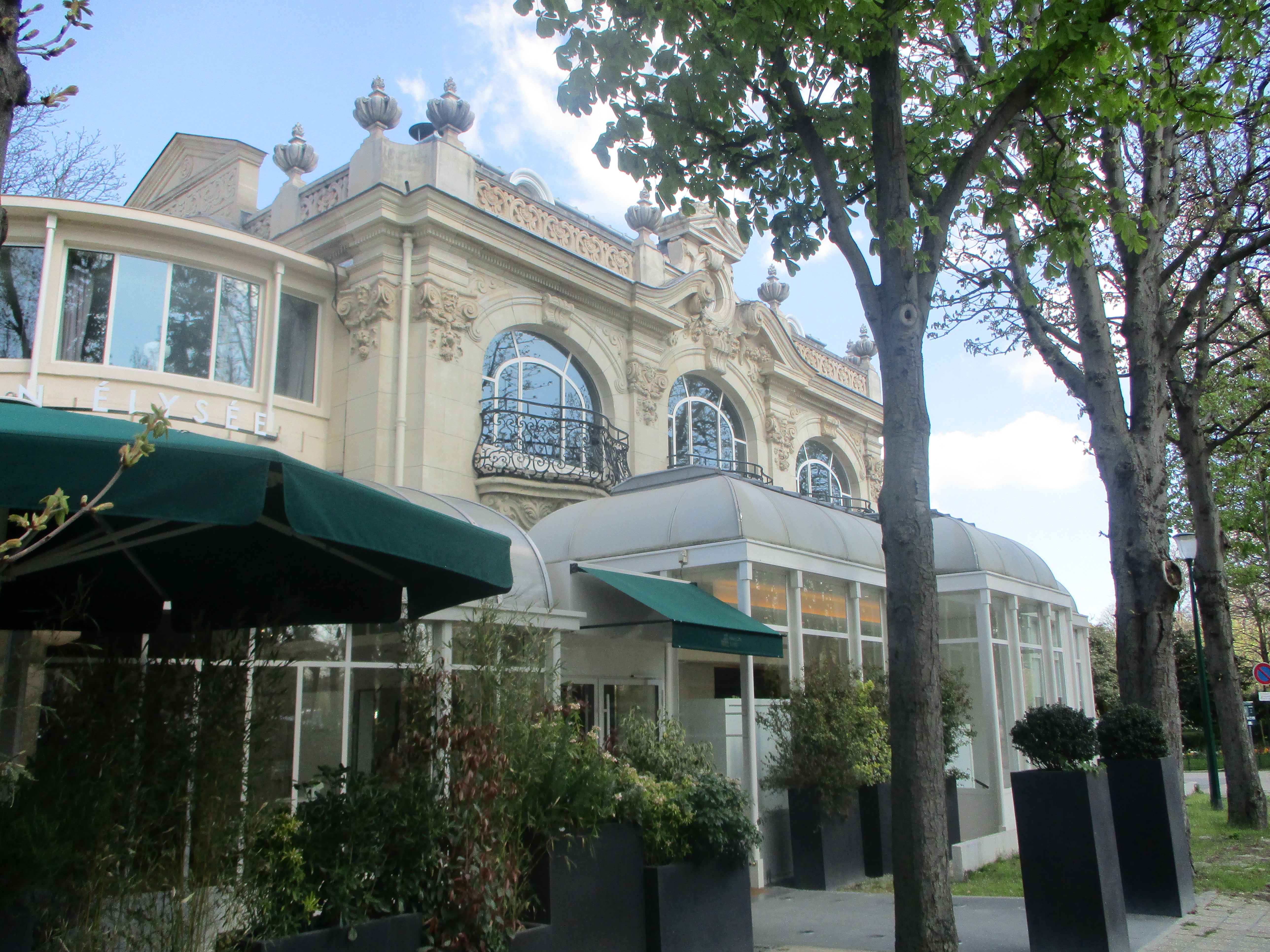
Façade faisant face à l'avenue des Champs-Élysées.
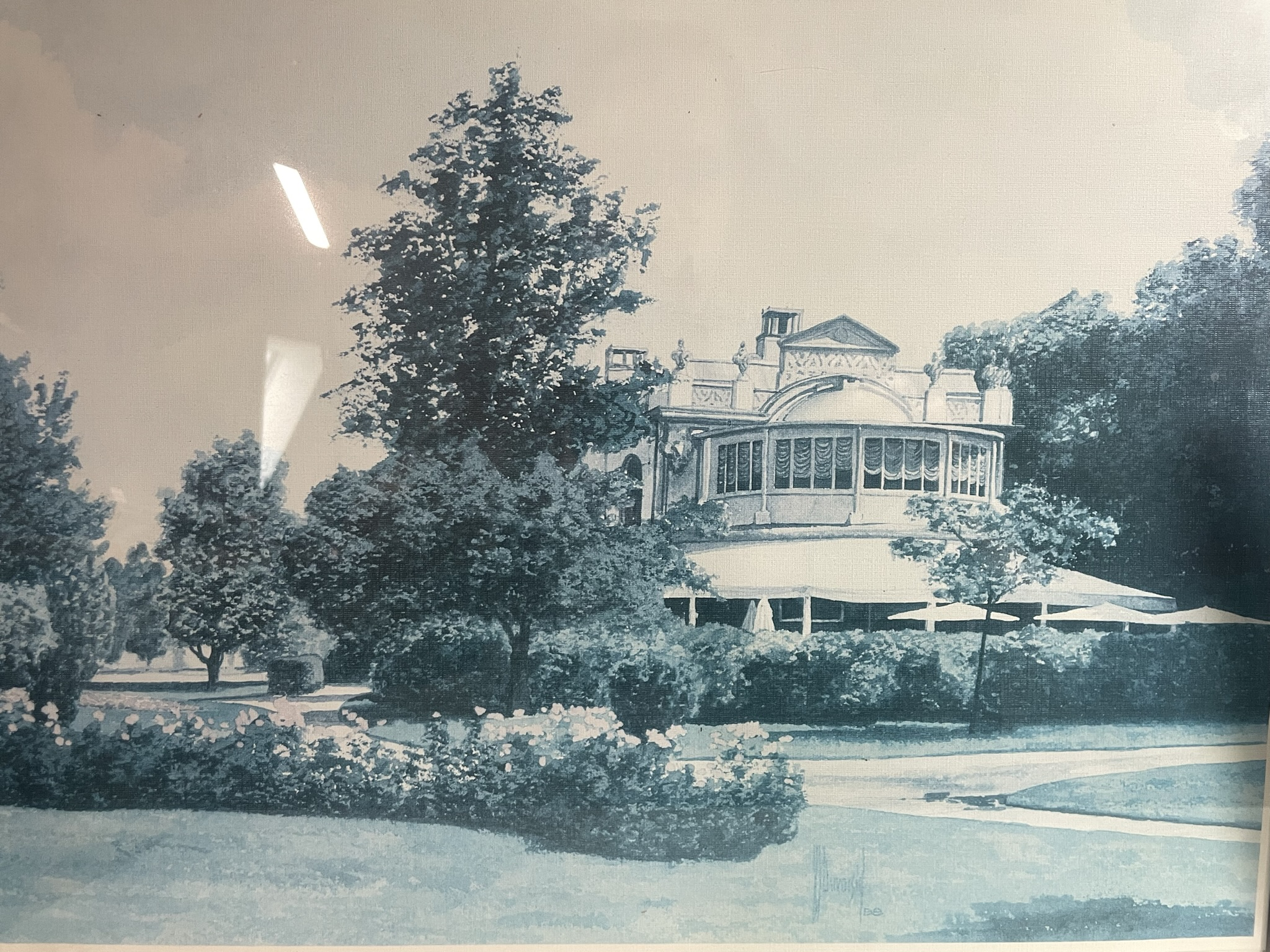
Peinture représentant le Pavillon Élysée. Date inconnue. Artiste « Duvergé BE » (à confirmer).

La tourelle et son dôme
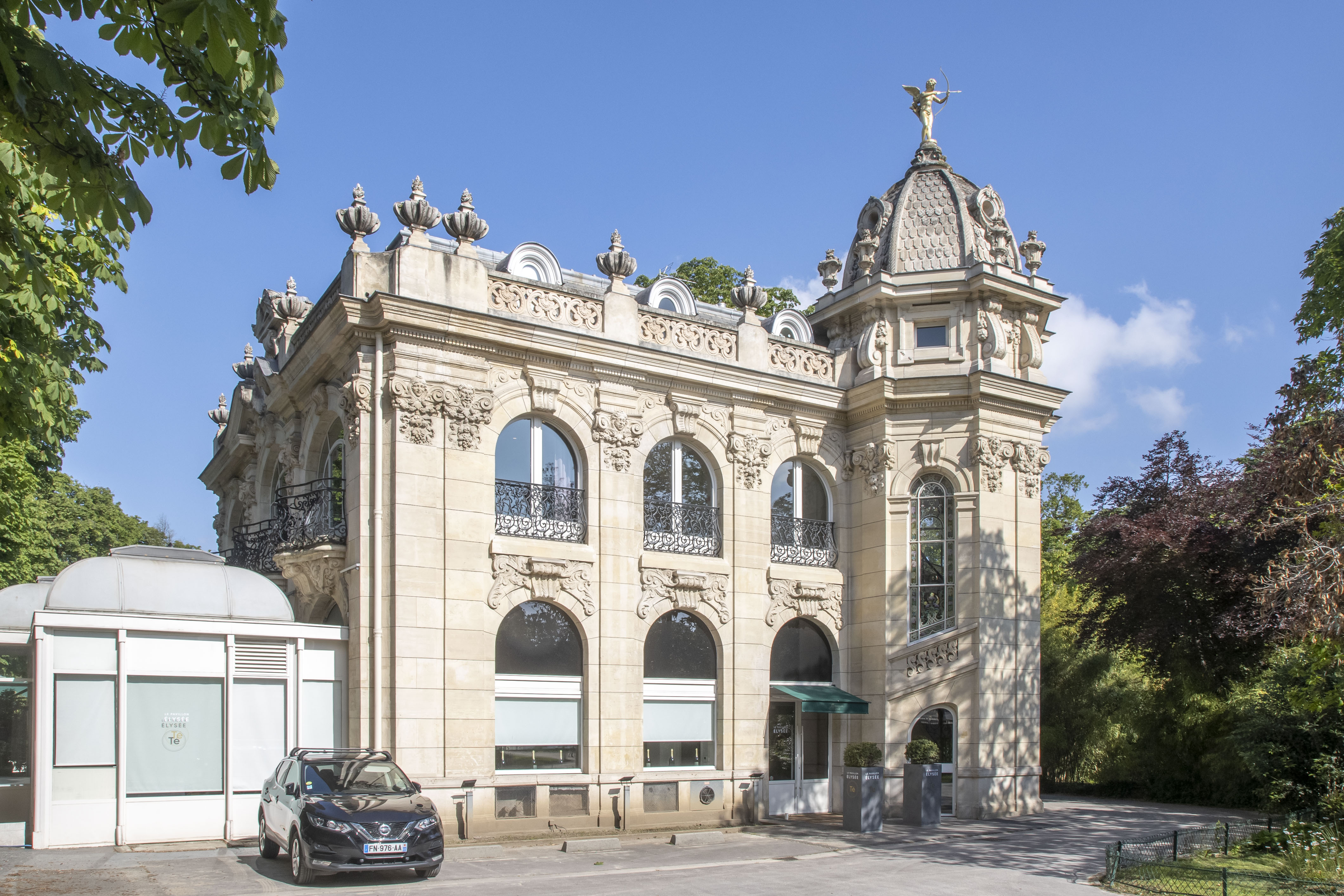
Tourelle et façade attenante.
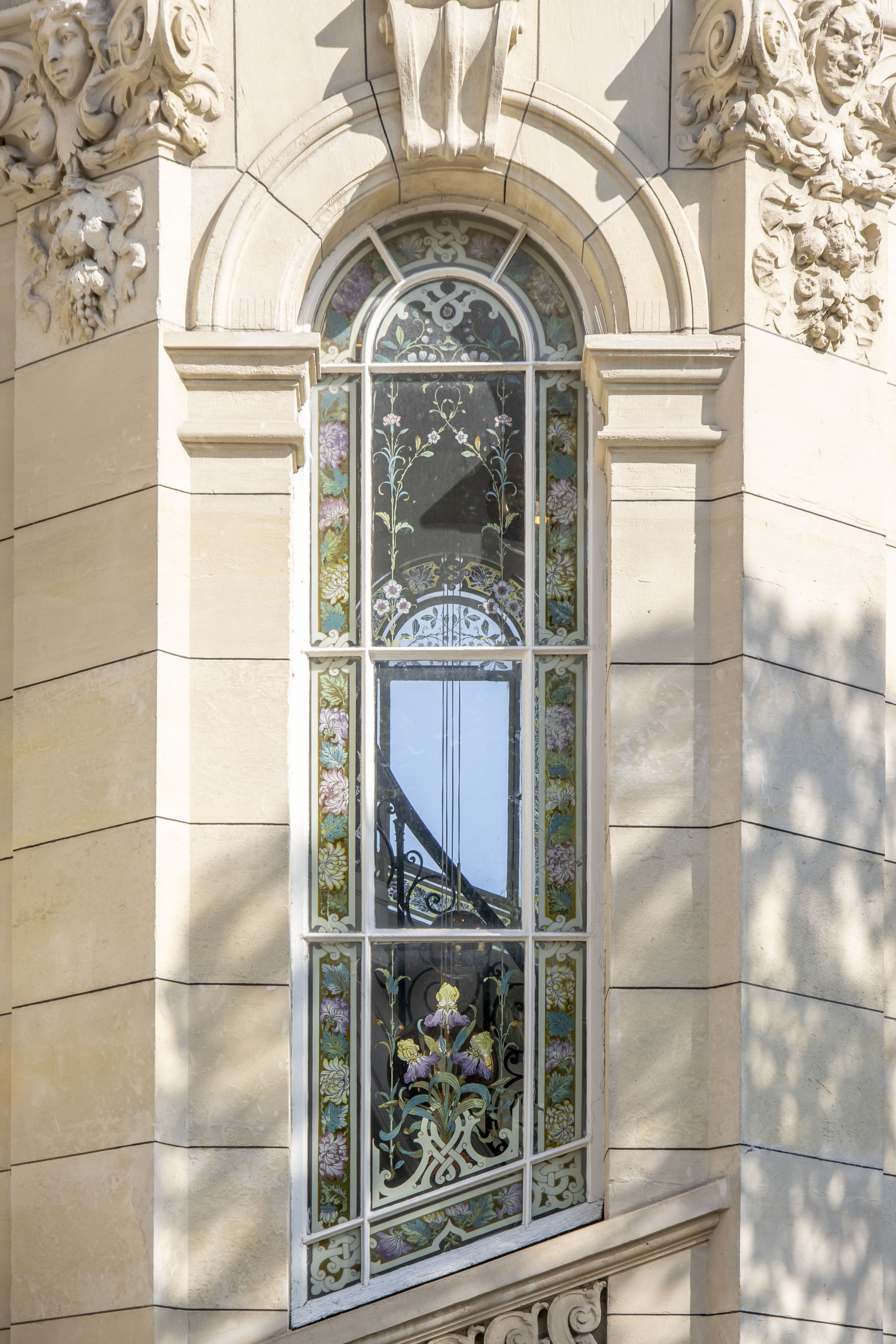
Vitrail de la tourelle.
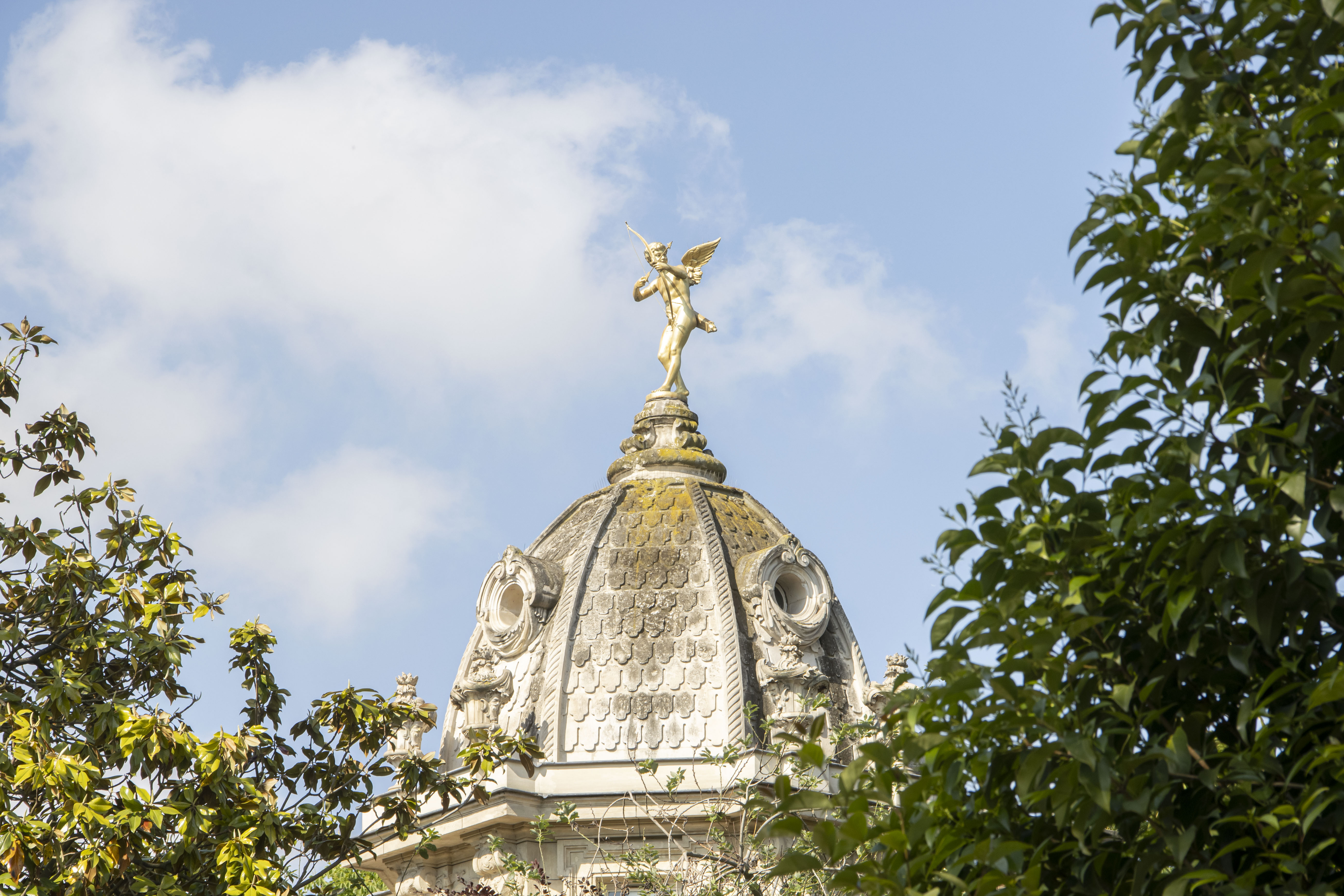
Dôme surmontant la tourelle.
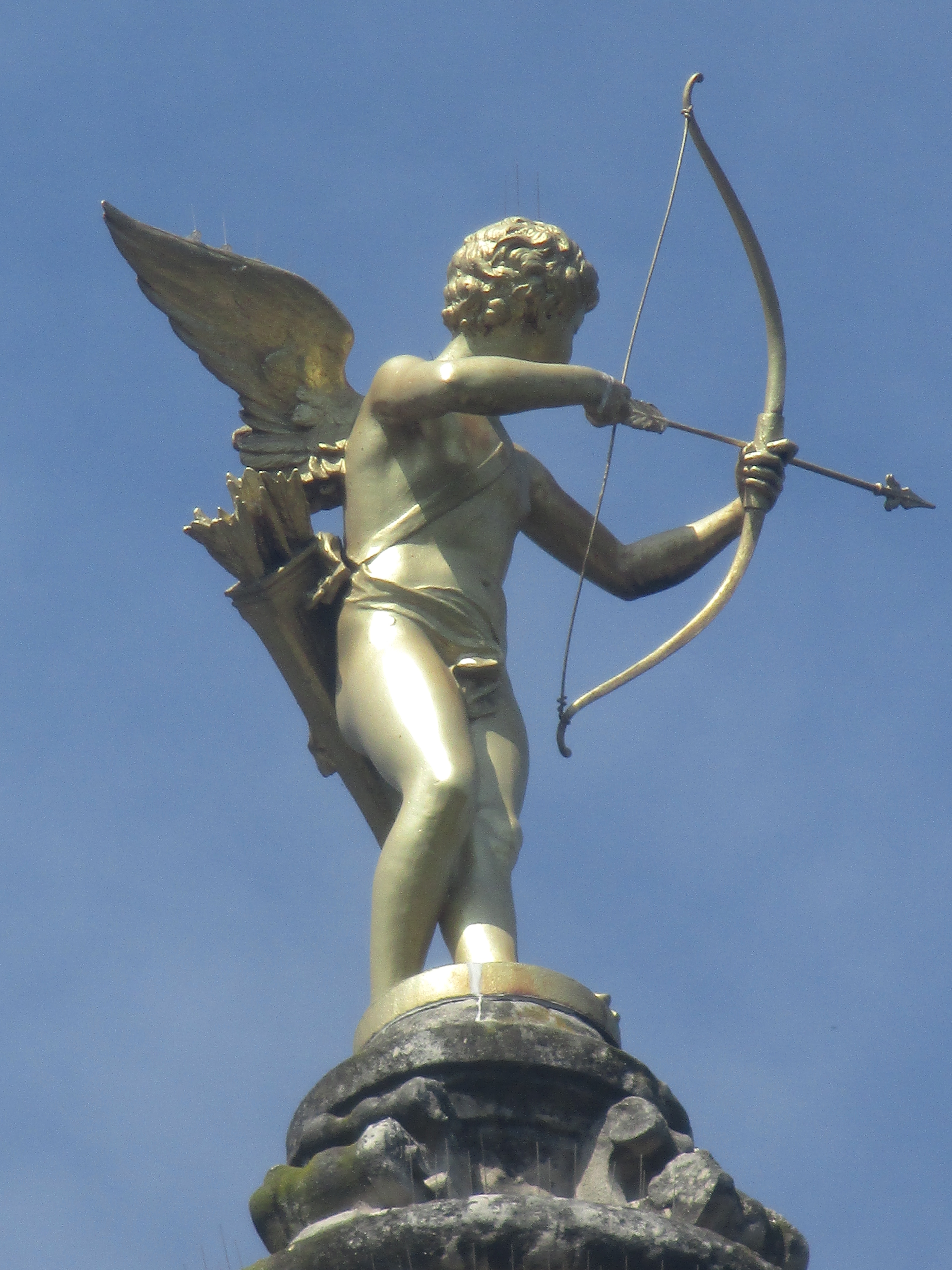
Statue au sommet du dôme.